# Геоінформаційна система
Геоінформаці́йна систе́ма (абр. ГІС) — сучасна комп'ютерна технологія, що дозволяє поєднати модельне зображення території (електронне відображення карт, схем, космо-, аерозображень земної поверхні) з інформацією табличного типу (різноманітні статистичні дані, списки, економічні показники тощо). Також, під геоінформаційною системою розуміють систему управління просторовими даними та асоційованими з ними атрибутами. Конкретніше, це комп'ютерна система, що забезпечує можливість використання, збереження, редагування, аналізу та відображення географічних даних.
Геоінформаційні технології, ГІС-технології — технологічна основа створення географічних інформаційних систем, що дозволяють реалізувати їхні функціональні можливості.

## Історія
Періодизація розвитку:
- Піонерський період розпочався з кінця 1950-х років й тривав до початку 1970-х. Був започаткований бурхливим розвитком топографічних зйомок земної поверхні, космонавтики і кібернетики.
- Період державних ініціатив тривав до початку 1980-х років і характеризувався приходом державних замовників централізованих баз даних для різних цілей.
- Комерційний період розпочався від 1980-х років разом із створенням ринку програмних засобів роботи з базами геоданих.
- Активний період становлення комерційного ринку геоінформаційних систем, пов'язаний з широким залученням персональних комп'ютерів на підприємствах, в установах і достатньою зрілістю самих програмних продуктів.
- Перехідний етап до єдиної бази геоданих. Проникнення ГІС до різних сфер людської діяльності в 2010-х роках викликало інтеграційні процеси серед окремих локальних баз і нішевих програмних продуктів в напрямку створення єдиної Всесвітньої легкодосяжної структури геоінформаційних даних.

## Призначення
ГІС — інформаційно-обчислювальна система, призначена для фіксації, збереження, модифікації, керування, аналізу і відображення усіх форм географічної інформації. ГІС використовується багатьма дослідниками в галузі вивчення проблем довкілля, для визначення різних показників на географічній сітці.
За територіальним поділом ГІС поділяються на глобальні ГІС, субконтинентальні ГІС, національні ГІС частіше мають статус державних, регіональних ГІС, субрегіональних ГІС та локальних (місцевих) ГІС.
ГІС розрізняють за предметною областю інформаційного моделювання, наприклад, міські ГІС, або муніципальні ГІС, природоохоронні ГІС.
Найпоширеніші ГІС — земельно-інформаційні системи. Геоінформаціні системи та комп'ютерне моделювання широко використовуються гірничодобувними підприємствами, геологічними організаціями, консалтинговими фірмами, проектними та науково-дослідними установами. Проблема орієнтації ГІС визначається розв'язуваними задачами в ній, серед них інвентаризація ресурсів (в тому числі кадастр), аналіз, оцінка, моніторинг, управління і планування, підтримка прийняття рішень. Інтегровані ГІС, ІГІС (integrated GIS, IGIS) поєднують функціональні можливості ГІС і систем цифрової обробки зображень (даних дистанційного зондування) в єдиному інтегрованому середовищі.
Полімасштабні, або масштабно-незалежні ГІС засновані на множинних, або полімасштабних уявленнях просторових об'єктів, забезпечуючи графічне або картографічне відтворення даних на будь-якому з обраних рівнів масштабного ряду на основі єдиного набору даних з найбільшою просторовою роздільною здатністю.
Просторово-часові ГІС оперують просторово-часовими даними. Реалізація геоінформаційних проектів, створення ГІС в широкому сенсі слова, включає етапи:
- передпроектних досліджень у тому числі вивчення вимог користувача і функціональних можливостей використовуваних програмних засобів ГІС, техніко-економічне обґрунтування, оцінку співвідношення «витрати / прибуток»;
- системне проектування ГІС, включаючи стадію пілот-проекту, розробку ГІС;
- тестування на невеликому територіальному фрагменті, або тестовій ділянці, прототипування, або створення дослідного зразка, або прототипу;
- впровадження ГІС;
- експлуатацію та використання.

Наукові, технічні, технологічні та прикладні аспекти проектування, створення та використання ГІС вивчаються геоінформатикою.

## Особливості
- візуалізація інформації у вигляді електронних карт;
- автоматична зміна відображення образу об'єкта в залежності від зміни його характеристик;
- зміна масштабу та деталізація картографічної інформації тощо.

## Застосування
Застосування ГІС є ефективним в різноманітних предметних областях, де важливі знання про взаємне розташування та форму об'єктів у просторі. Сфери застосування ГІС:
- Земельний кадастр і землекористування.
- Сільське господарство.
- Екологія і природокористування.
- Геоурбаністика, містобудування, ландшафтна архітектура.
- Транспорт і комунікації.
- Керування регіонами і регіоналістика.
- Соціологія і політологія.
- Оперативне керування і планування за надзвичайних ситуацій.
- Криміналістика. Широкого застосування ГІС зазнали у правоохоронних органах, які за допомогою кримінальної картографії візуалізують в зручному вигляді великі масиви даних щодо скоєних правопорушень для подальшого глибинного аналізу і пошуку шляхів попередження в майбутньому потенційних злочинів[1].
- Демографія.

## Дані в ГІС
Типи даних, які використовують у ГІС, поділяються на:
- Просторові/позиційні (метричні).
- Атрибутивні (семантичні).

### Просторові
Позиційні дані описують просторові характеристики різних об'єктів, таких як дороги, будівлі, водойми, лісові масиви. Реальні об'єкти можна розділити на дві абстрактні категорії: дискретні (будинки, територіальні зони) і неперервні (рельєф, рівень опадів, середньорічна температура). Існує два способи представлення позиційної інформації — векторний та растровий.
- Растровий спосіб: Растрові дані зберігаються у вигляді наборів величин, упорядкованих у формі прямокутної сітки. Осередки цієї сітки називаються пікселями. Найпоширенішим способом отримання растрових даних про поверхню Землі є дистанційне зондування, проведене за допомогою супутників. Зберігання растрових даних може здійснюватися в графічних растрових форматах, наприклад TIFF або JPEG, або в бінарному вигляді в базах даних. Найчастіше растр використовують для неперервних об'єктів.
- Векторний спосіб: Дискретні об'єкти та безперервні поля величин представляють за допомогою сукупності геометричних фігур — векторних об'єктів. Найпоширенішими типами векторних об'єктів є:
  1. Точки — Використовуються для позначення географічних об'єктів, для яких важливо розташування, а не їхня форма або розміри. Можливість позначення об'єкта точкою залежить від масштабу карти. У той час як на карті світу міста доцільно позначати точковими об'єктами, то на мапі міста саме місто представляється у вигляді безлічі об'єктів. У ГІС точковий об'єкт зображується у вигляді деякої геометричної фігури невеликих розмірів (квадратик, гурток, хрестик), або піктограмою, що передає тип реального об'єкта.
  2. Полілінії — Служать для зображення лінійних об'єктів. Полілінія — ламана лінія, складена з відрізків прямих. Полілінією зображуються дороги, залізничні колії, річки, вулиці, водопровід. Допустимість зображення об'єктів полілінією також залежить від масштабу карти. Наприклад, велика річка в масштабах континенту цілком може зображуватися лінійним об'єктом, тоді як вже в масштабах міста потрібно її зображати просторовим об'єктом. Характеристикою лінійного об'єкта є довжина.
  3. Багатокутники (многокутники чи полігони) — Служать для позначення просторових об'єктів з чіткими кордонами. Прикладами можуть служити озера, парки, будівлі, країни, континенти. Характеризуються площею і довжиною периметра.

Векторні дані добре підходять для передачі інформації про дискретні географічні об'єкти, але можуть описувати також безперервні поля величин. Поля при цьому зображуються у вигляді ізоліній або контурних ліній. Одним із способів подання рельєфу є нерегулярна тріангуляційна сітка. Така сітка формується безліччю точок з прив'язаними значеннями (в даному випадку висота). Значення в довільній точці всередині сітки виводять шляхом інтерполяції значень у вузлах трикутника, в який потрапляє ця точка.
Векторні дані зазвичай мають набагато менший розмір, ніж растрові. Їх легко трансформувати і проводити над ними бінарні операції. Векторні дані легко перетворити на растрові в той час як обернена операція набагато складніша. Векторні дані дозволяють проводити різні типи просторового аналізу, наприклад пошук найкоротшого шляху в дорожній мережі (прокладення маршруту). Проте з растром простіше проводити оверлейний аналіз.
Векторні дані збергіаються у форматах Shapefile, GeoJSON або просторових розширеннях реляційних баз даних.

### Атрибутивні
У ГІС до векторних об'єктів можуть бути прив'язані семантичні дані. Наприклад, на карті територіального зонування до просторових об'єктів, які становлять зони, може бути прив'язана характеристика типу зони. Структуру і типи даних визначає користувач. На основі атрибутивних значень, присвоєних векторним об'єктам на карті, може будуватися тематична карта, на якій вони відображені різним стилем: кольором, штриховкою чи крапом.
Найчастіше атрибутивні дані зберігаються в таблицях реляційної бази даних та є прив'язаними до певних векторних об'єктів.
У випадку використання растрового способу позиційна та атрибутивна інформація поєднуються — колір пікселів передає одночасно і розташування і характеристику.

### Базова карта
Бáзова кáрта (англ. Base map) — карта, що містить основну (базову) топографічну інформацію в цифровому вигляді в одному чи кількох шарах. Використовується як стандартна структура, на яку накладаються додаткові конкретні дані та для контролю інших джерел просторових даних.